# Throbbing Gristle
A Throbbing Gristle 1975-ben megalakult brit indusztriális/post-punk/noise/elektromos zenei/experimental együttes. 1981-ben feloszlottak, majd 2004-től 2010-ig újból aktívak voltak, mígnem 2010-ben véglegesen feloszlottak. Lemezeiket a saját lemezkiadójuk, az Industrial Records kiadó jelentette meg (a legelső nagylemezüket a Yeaaah Records dobta piacra). A zenekar az indusztriális műfaj úttörő alakjának számít. A zenekar híres lett látványos koncert-fellépéseiről is.

## Története
A Throbbing Gristle a COUM Transmissions nevű zenei/művészeti csoportosulás tagjaiból állt, illetve annak a társulatnak a felbomlása után tartották első koncertjüket, annak ellenére, hogy már 1975-ben megalakultak. Manapság már kultikus együttesnek számítanak. A COUM Transmissions 1969-ben alakult meg Kingston upon Hullban. A csoportosulás 1976-ban feloszlott, viszont ekkor lépett igazán színre a Throbbing Gristle. Híresek lettek arról is, hogy sokkoló, durva képekkel jelentek meg koncertjeik során, például pornográfiával, náci koncentrációs táborokkal. Emiatt is hírnevet szereztek maguknak. A legelső nagylemezük eleinte csak "bootleg", nem hivatalos kiadvány volt, ám az évek alatt a Yeaaah! Records kiadó hivatalosan is megjelentette. A többi stúdióalbumukat már az Industrial Records dobta piacra. 2010-ben Genesis P-Orridge kijelentette, hogy már nem szeretné folytatni tovább a zenekarban. A többi tag a továbbiakban Genesis nélkül indult még egy utolsó turnéra: X-TG elnevezéssel. Genesis kijelentette, hogy hivatalosan nem hagyta el az együttest, csak a koncerteken nem szerepel. Peter Christopherson azonban 55 éves korában elhunyt ugyanebben az évben, így az együttes történetének is vége szakadt. 2020-ban Genesis P-Orridge is elhunyt.

## Tagok
- Genesis P-Orridge – basszusgitár, hegedű, ének (1976–1981, 2004–2010, 2020-ban elhunyt)
- Cosey Fanni Tutti – gitár, ének (1976–1981, 2004–2010)
- Peter Christopherson – kürt, zongora, szintetizátor (1976–1981, 2004–2010, 2010-ben elhunyt)
- Chris Carter – szintetizátor, elektronika (1976–1981, 2004–2010)

## Diszkográfia
- The First Annual Report (1975, "bootleg" kiadvány)
- The Second Annual Report (1977)
- D.o.A: Third and Final Report of Throbbing Gristle (1978)
- 20 Jazz Funk Greats (1979)
- Journey Through a Body (1982)
- CD1 (1986)
- TG Now (2004)
- Part Two: The Endless Not (2007)
- The Third Mind Movements (2009)